# 寺庄站 (日本)

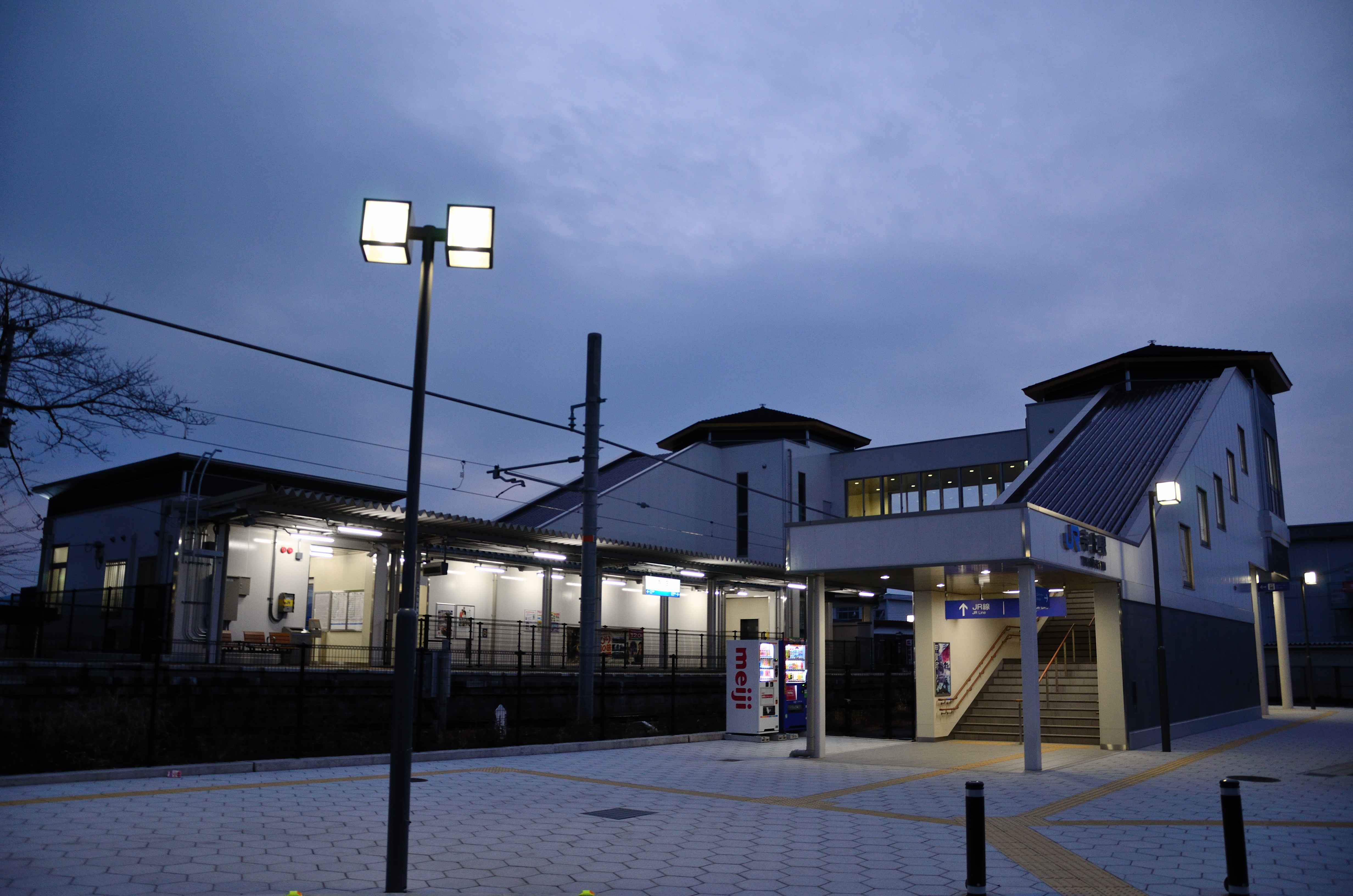
北出口

寺庄站（日语：／ Terashō eki */?）是位於滋賀縣甲賀市甲南町寺庄，西日本旅客鐵道（JR西日本）草津線的車站。

## 歷史
- 1959年（昭和34年）12月25日 - 日本國有鐵道草津線甲賀站至甲南站之間開通，此站啟用。
- 1987年（昭和62年）4月1日 - 伴隨國鐵分割民營化，車站由西日本旅客鐵道（JR西日本）營運。
- 2010年（平成22年）12月4日 - 新車站大樓落成，閘外通道開始使用[1]。
- 2011年（平成23年）4月1日 - 成為簡易委託車站。
- 2018年（平成30年）3月17日 - 此站開始可以使用IC卡「ICOCA」[2]。站內設有IC卡專用簡易閘機。

## 車站構造
車站是一座地面車站，設有1面1線的單式月台。車站大樓位於地面，但是設有通道越過路軌。草津方向的列車會開啟左邊車門。柘植和草津方向於同一月台到發。
此站是由草津站管理的簡易委託車站。日間時段設有JR西日本交通服務職員負責車站業務。月台旁種植櫻花樹。

## 使用狀況
以下為近年一日平均乘車人次列表
| 年度   | 一日平均 乘車人次 | 參考資料 |
| ------ | ----------------- | -------- |
| 1992年 | 961               | [ 4 ]    |
| 1993年 | 943               | [ 5 ]    |
| 1994年 | 948               | [ 6 ]    |
| 1995年 | 912               | [ 7 ]    |
| 1996年 | 888               | [ 8 ]    |
| 1997年 | 851               | [ 9 ]    |
| 1998年 | 868               | [ 10 ]   |
| 1999年 | 857               | [ 11 ]   |
| 2000年 | 872               | [ 12 ]   |
| 2001年 | 851               | [ 13 ]   |
| 2002年 | 828               | [ 14 ]   |
| 2003年 | 839               | [ 15 ]   |
| 2004年 | 841               | [ 16 ]   |
| 2005年 | 839               | [ 17 ]   |
| 2006年 | 849               | [ 18 ]   |
| 2007年 | 844               | [ 19 ]   |
| 2008年 | 851               | [ 20 ]   |
| 2009年 | 829               | [ 21 ]   |
| 2010年 | 811               | [ 22 ]   |
| 2011年 | 792               | [ 23 ]   |
| 2012年 | 814               | [ 24 ]   |
| 2013年 | 810               | [ 25 ]   |
| 2014年 | 774               | [ 26 ]   |
| 2015年 | 772               | [ 27 ]   |
| 2016年 | 750               | [ 28 ]   |
| 2017年 | 754               | [ 29 ]   |
| 2018年 | 753               | [ 30 ]   |
| 2019年 | 757               | [ 31 ]   |

## 車站周邊
- 滋賀縣立甲南高等學校（日语：滋賀県立甲南高等学校）
- 地藏堂（六角堂）（日语：六角堂 (甲賀市)）
- 舊滋賀銀行甲南分店（日语：旧滋賀銀行甲南支店） - 由沃里斯（日语：ウィリアム・メレル・ヴォーリズ）設計。建築物於大正14年（1925年）竣工。為舊寺庄銀行總店。而甲南分店於2007年8月遷移[32]。
- 日吉神社
- 甲南郵局（日语：甲南郵便局）
- 甲賀市立甲南中學（日语：甲賀市立甲南中学校）
- 甲賀市立甲南東保育園
- 甲南消防署
- 甲南鄉村俱樂部
- 創造之森

## 巴士路線
| 乘車處           | 乘車處     | 系統                                   | 主要途經                                   | 目的地         | 巴士公司       | 備註         |
| ---------------- | ---------- | -------------------------------------- | ------------------------------------------ | -------------- | -------------- | ------------ |
| 寺庄站           |            | 廣域水口線                             | 甲南醫院、希望丘三丁目、貴生川站、甲賀醫院 | 綾野           | 甲賀市社區巴士 | 只於平日行走 |
| 寺庄站           | 廣域水口線 | 甲賀西工業團地、小佐治中村、岩室里     | 甲賀醫院                                   | 甲賀市社區巴士 | 平日1班        |              |
| 寺庄站           | 佐山線     | 甲賀西工業團地、小佐治中村             | 近江土山                                   | 甲賀市社區巴士 | 只於平日行走   |              |
| 寺庄站           | 佐山線     | 甲賀西工業團地、小佐治中村、岩村里     | 甲賀醫院                                   | 甲賀市社區巴士 | 平日1班        |              |
| 寺庄站           | 佐山線     | 甲賀西工業團地、小佐治中村、岩村里     | 甲賀站北出口                               | 甲賀市社區巴士 | 平日1班        |              |
| 寺庄站           | 佐山線     | 甲賀西工業團地、小佐治中村、岩村里     | 寺庄站                                     | 甲賀市社區巴士 | 平日1班        |              |
| 寺庄站           | 佐山線     | 甲賀西工業團地、新向井橋               | 甲賀站北出口                               | 甲賀市社區巴士 | 平日1班        |              |
| 寺庄站           | 廣域水口線 | 高野西                                 | 甲賀站北出口                               | 甲賀市社區巴士 | 只於平日行走   |              |
| 寺庄站           | 南線       | 堀之内、野尻、忍之里普拉拉、甲南站     | 甲南醫院                                   | 甲賀市社區巴士 | 只於平日行走   |              |
| 寺庄站           | 東線       | 野尻、下野川                           | 上馬杉                                     | 甲賀市社區巴士 | 只於平日行走   |              |
| 寺庄站           | 東線       | 野尻、工業團地中央                     | 上馬杉                                     | 甲賀市社區巴士 | 平日1班        |              |
| 寺庄站           | 環状線     | 市政廳甲南分所、甲南站                 | 甲南醫院                                   | 甲賀市社區巴士 | 只於平日行走   |              |
| 寺庄站           | 環状線     | 甲南醫院、南中心、希望丘三丁目、甲南站 | 甲南醫院                                   | 甲賀市社區巴士 | 只於平日行走   |              |
| 寺庄站（北出口） |            | 甲南線                                 | 甲賀西工業團地、小佐路中村、若王子口       | 近江土山       | 甲賀市社區巴士 |              |

## 相鄰車站
西日本旅客鐵道
 草津線
甲賀－寺庄－甲南

## 注腳
1. ↑  . 京都新聞（朝刊） (京都新聞社). 2010年11月27日 （日语）.
2. ↑   (新闻稿). 西日本旅客鉄道. 2017-12-15  [2021-01-19]. （原始内容存档于2019-06-05） （日语）.
3. ↑  滋賀縣統計書
4. ↑  平成4年滋賀県統計書[]（日語）
5. ↑  平成5年滋賀県統計書PDF（日語）
6. ↑  平成6年滋賀県統計書PDF（日語）
7. ↑  平成7年滋賀県統計書PDF（日語）
8. ↑  平成8年滋賀県統計書PDF（日語）
9. ↑  平成9年滋賀県統計書[]（日語）
10. ↑  平成10年滋賀県統計書PDF（日語）
11. ↑  平成11年滋賀県統計書PDF（日語）
12. ↑  平成12年滋賀県統計書PDF（日語）
13. ↑  平成13年滋賀県統計書PDF（日語）
14. ↑  平成14年滋賀県統計書PDF（日語）
15. ↑  平成15年滋賀県統計書PDF（日語）
16. ↑  平成16年滋賀県統計書PDF（日語）
17. ↑  平成17年滋賀県統計書PDF（日語）
18. ↑  平成18年滋賀県統計書PDF（日語）
19. ↑  平成19年滋賀県統計書PDF（日語）
20. ↑  平成20年滋賀県統計書PDF（日語）
21. ↑  平成21年滋賀県統計書PDF（日語）
22. ↑  平成22年滋賀県統計書PDF（日語）
23. ↑  平成23年滋賀県統計書PDF（日語）
24. ↑  平成24年滋賀県統計書PDF（日語）
25. ↑  平成25年滋賀県統計書PDF（日語）
26. ↑  平成26年滋賀県統計書PDF（日語）
27. ↑  平成27年滋賀県統計書PDF（日語）
28. ↑  平成28年滋賀県統計書PDF（日語）
29. ↑  平成29年滋賀県統計書PDF（日語）
30. ↑  平成30年滋賀県統計書PDF（日語）
31. ↑  令和元年滋賀県統計書PDF（日語）
32. ↑  「保存へ売却含め検討中」ヴォーリズ建築の滋賀銀旧甲南支店 （2007年8月21日「京都新聞」）

## 外部連結
- 寺庄｜車站資訊：JR出門網 - 西日本旅客鐵道（日語）